# Carlos Saurí
Carlos Saurí (* 21. Juni 1974) ist ein ehemaliger puerto-ricanischer Gewichtheber.

## Karriere
Saurí war Dritter bei den NACACI-Meisterschaften 2000 in der Klasse bis 77 kg, wodurch er sich für die Olympischen Spiele qualifizierte. In Sydney belegte er den 15. Platz. Bei den Panamerikanischen Meisterschaften 2004 wurde er Fünfter. 2005 wurde er wegen eines Dopingverstoßes bis 2007 gesperrt. 2008 und 2009 war er bei den Panamerikanischen Meisterschaften Neunter. Bei den Panamerikanischen Meisterschaften 2010 konnte er den vierten Platz erreichen. Bei den Panamerikanischen Spielen 2011 war er Sechster. 2012 wurde er bei den Panamerikanischen Meisterschaften Achter.